# Sohail Amin
Sohail Amin (ur. 14 sierpnia 1951) – pakistański urzędnik i dyplomata.
Pełnił funkcję dyrektora (1990-1991, 1997-1999) i dyrektora generalnego Foreign Service of Pakistan (2004-2005).
Był pracownikiem placówek dyplomatycznych w Bagdadzie (1983-1987), Bonn (1991-1994), Chartumie (1994-1997), Canberze (2000-2002) i Dżakarcie (2003). W 2005 został mianowany ambasadorem w Nepalu. Funkcję tę pełnił do 2008. Od 10 maja 2008 jest ambasadorem w Omanie.